# Gorica (Pag)
Gorica est un village de la municipalité de Pag (Comitat de Zadar) en Croatie. Au recensement de 2011, la ville seule comptait 90 habitants.